# آگوتی کویبایی
آگوتی کویبایی (نام علمی: Dasyprocta coibae) نام یک گونه از سرده آگوتی است.